# Walter Jähnig
Walter Jähnig (Lebensdaten unbekannt) ist ein ehemaliger deutscher Fußballspieler.

## Karriere
Jähnig gehörte dem VfB Leipzig an, für den er von 1935 bis 1937 in der Gauliga Sachsen, in einer von zunächst 16, später auf 23 aufgestockten Gauligen zur Zeit des Nationalsozialismus als einheitlich höchste Spielklasse im Deutschen Reich, Punktspiele bestritt.
Mit der Mannschaft nahm er am Wettbewerb um den Tschammerpokal, den seit 1935 eingeführten Pokalwettbewerb für Vereinsmannschaften, teil. Sein Debüt gab er am 6. September 1936 beim 2:0-Sieg über den Berliner SV 1892 im Achtelfinale; der VfB Leipzig gewann die Runde als einzige Heimmannschaft. Nachdem er auch die Begegnungen mit dem VfB Peine und Wormatia Worms im Viertel- und Halbfinale siegreich beenden konnte, zog er mit dem VfB Leipzig ins Finale ein.
Das erst am 3. Januar 1937 im Berliner Olympiastadion angesetzte Finale, fand gegen den Vorjahresfinalisten FC Schalke 04, mit Fritz Szepan und Ernst Kuzorra in ihren Reihen, statt – und endete mit 2:1 für den VfB Leipzig.

## Erfolge
- Tschammerpokal-Sieger 1936